# Wilhelm Holert

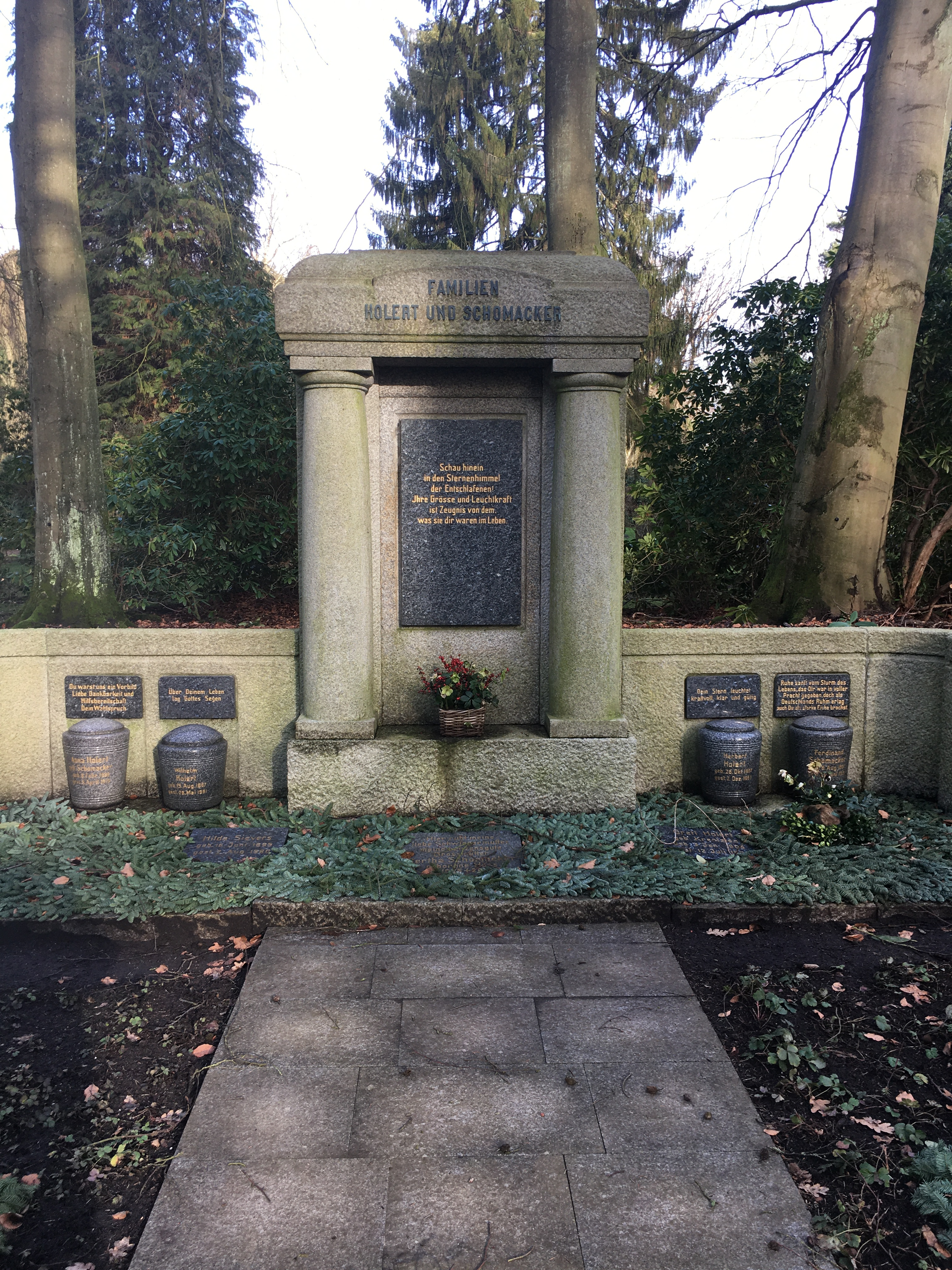
Grabstätte Wilhelm Holert auf dem Friedhof Ohlsdorf

Wilhelm Holert (* 15. August 1867 in Geesthacht; † 28. Mai 1961 in Escheburg) war ein deutscher Unternehmer.

## Leben
Wilhelm Holert stammte aus einer in Geesthacht alteingesessenen Schifferfamilie. Er besuchte in seinem Geburtsort die Dorfschule und arbeitete anschließend als Hausbursche, Korbflechter, Decksmann und Gemüsehändler. Gemeinsam mit seinem Bruder gründete er im 28. Lebensjahr eine Firma, die sich erfolgreich entwickelte. Die Geschwister handelten dabei Kartoffeln zwischen England und dem europäischen Festland. Holert unternahm mehrere Reisen im Inland- und Ausland, während derer er Erfahrungen sammelte.
1900 erhielten die Brüder Teile eines in Familienbesitz befindlichen großen Dünengeländes in Geesthacht. Da die florierende Baukonjunktur der Gründerzeit zu steigender Nachfrage nach Baurohstoffen führte und auch Neuentwicklungen der Ziegeleien diese nicht ausreichend bedienen konnten, beschloss Holert, aus dem Dünensand Kalksandsteine zu produzieren. In den ab 1904 erbauten Werksgebäuden startete am 1. April 1905 die Produktion. Bis zum 50. Firmenjubiläum hatte das Unternehmen 1,1 Milliarden Steine ausgeliefert, darunter für den Bau des Empire State Buildings.
In der Anfangszeit musste Holert Bedenken sowohl der heimischen Bauarbeiter als auch von Experten aus Hamburg ausräumen. Die Fachwelt hielt den neuartigen Baustoff aufgrund der Witterungsbedingungen für absolut nicht geeignet für den Hoch- und Tiefbau. Die Hamburger Baubehörde gab daher ein Musterbauwerk in Auftrag, in dem sie laut Holert „eine höllische Glut aus Klobenholz und Petroleum“ entzündete und diese „mit wahren Wasserfluten“ löschen ließ. Nachdem das Gebäude diesen Versuch „glänzend“ bestanden hatte, hatte Holert schnell Erfolg. 1905 produzierte sein Unternehmen 15 Millionen Steine.
Neben der unternehmerischen Tätigkeit führte Holert technischer Neuerungen in der Kalksteinproduktion ein. 1936 erhielt er ein Patent für einen „Steingreifer“. Diese unten offen Kasten wird uber lose, in mehreren Lagen und Reihen angeordnete, maßlich nur gering voneinander abweichenden Kalkssandteine gebracht und die unterste Steinlage durch einen Hebelmechanismus seitlich verspannt. Durch geeignete Wahl der Abmessungen erfolgte Selbsthemmung, es wurde beim Anheben durch die Pressung ausreichend Reibkraft zwischen den Steinen der untersten Lage aufgebaut, die ein Durchrutschen verhindert. Der Block kann so zügig auf Lastwagen umgeladen werden. Diese Technik wird noch heute in Kalksteinwerken aber auch auf Baustellen verwendet. Außerdem sorgte er dafür, dass Kalksteine vermutlich ab 1954 Löcher erhielten. Diese ermöglichten ein höheres Mauerwerk, erleichterten Maurern die Arbeit und optimierten die Isolierung. Auch diese Produktionsform kommt noch heute zum Einsatz.
Die Stadt Geesthacht verlieh Holert als bis heute einzigem Einwohner am 25. März 1955 die Ehrenbürgerwürde. Die Hartsteinwerke Geesthacht-Hamburg Wilhelm Holert existierten nach dem Tod des Gründers 1961 noch bis 1998. Das Fabrikgebäude mit einem imposanten Schornstein bestand danach noch für kurze Zeit. Heute ist nur noch ein zuvor von den Werken genutzter Pier zu finden, an dem ein Salonschiff liegt. Am 12. Dezember 2012 benannte die Stadt Geesthacht die Wilhelm-Holert-Straße nach dem ehemaligen Unternehmer.
Wilhelm Holert verstarb 93-jährig und wurde in der Familiengrabstätte auf dem Hamburger Friedhof Ohlsdorf im Planquadrat AC 24 beigesetzt.